# 鹿角藤
鹿角藤（学名：Chonemorpha eriostylis）是夹竹桃科鹿角藤属的植物。分布于越南以及中国大陆的广东、广西、云南等地，生长于海拔400米至1,000米的地区，常生于疏林山地以及湿润山谷中，目前尚未由人工引种栽培。該品種亦稱為毛柱鹿角藤及黄藤（广西一帶的別稱）。